# 四順

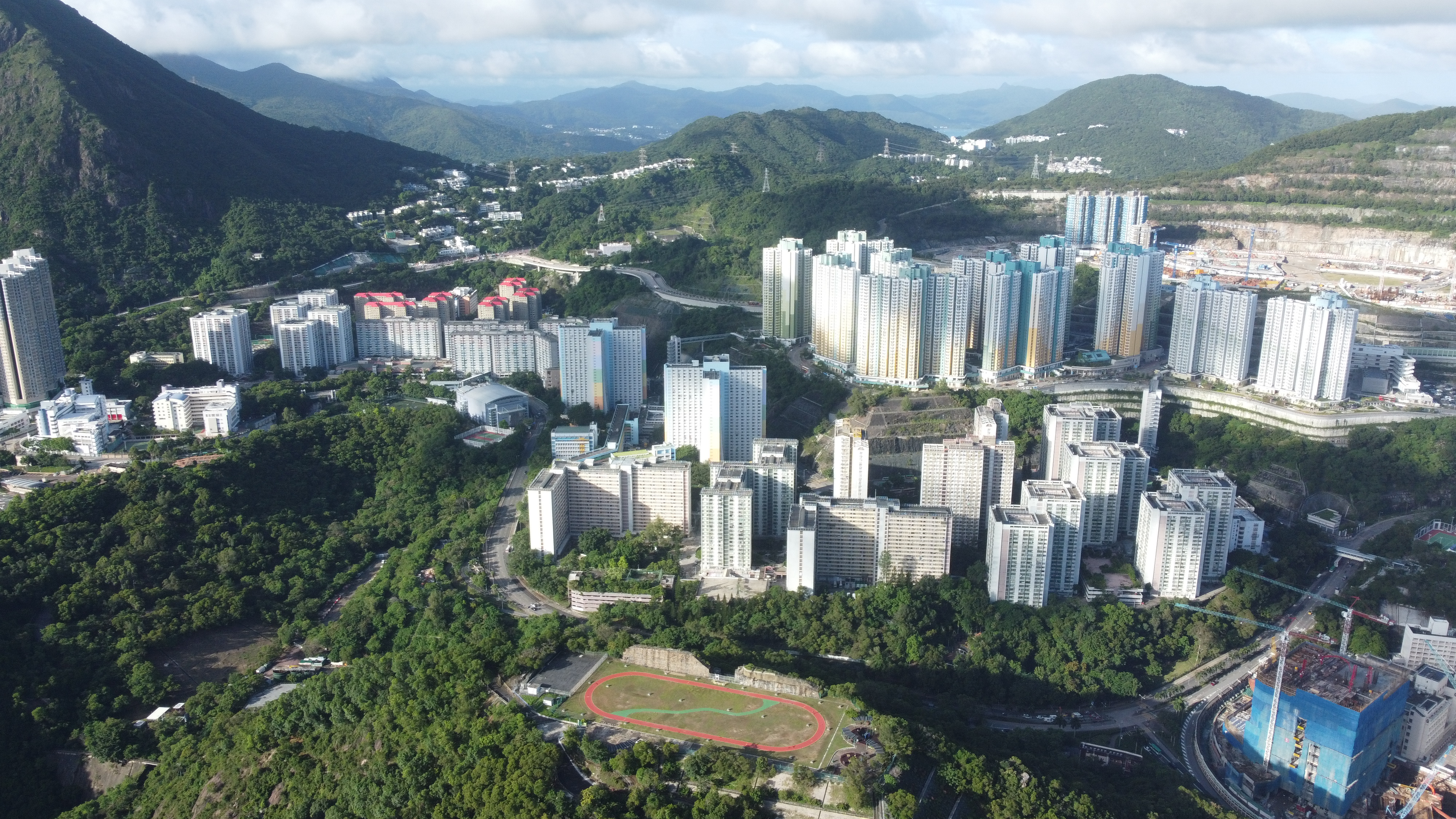
自沈雲山附近上空拍攝四順（順利邨、順緻苑、順安邨及順天邨）一帶，以及右上角屬於秀茂坪的安泰邨。

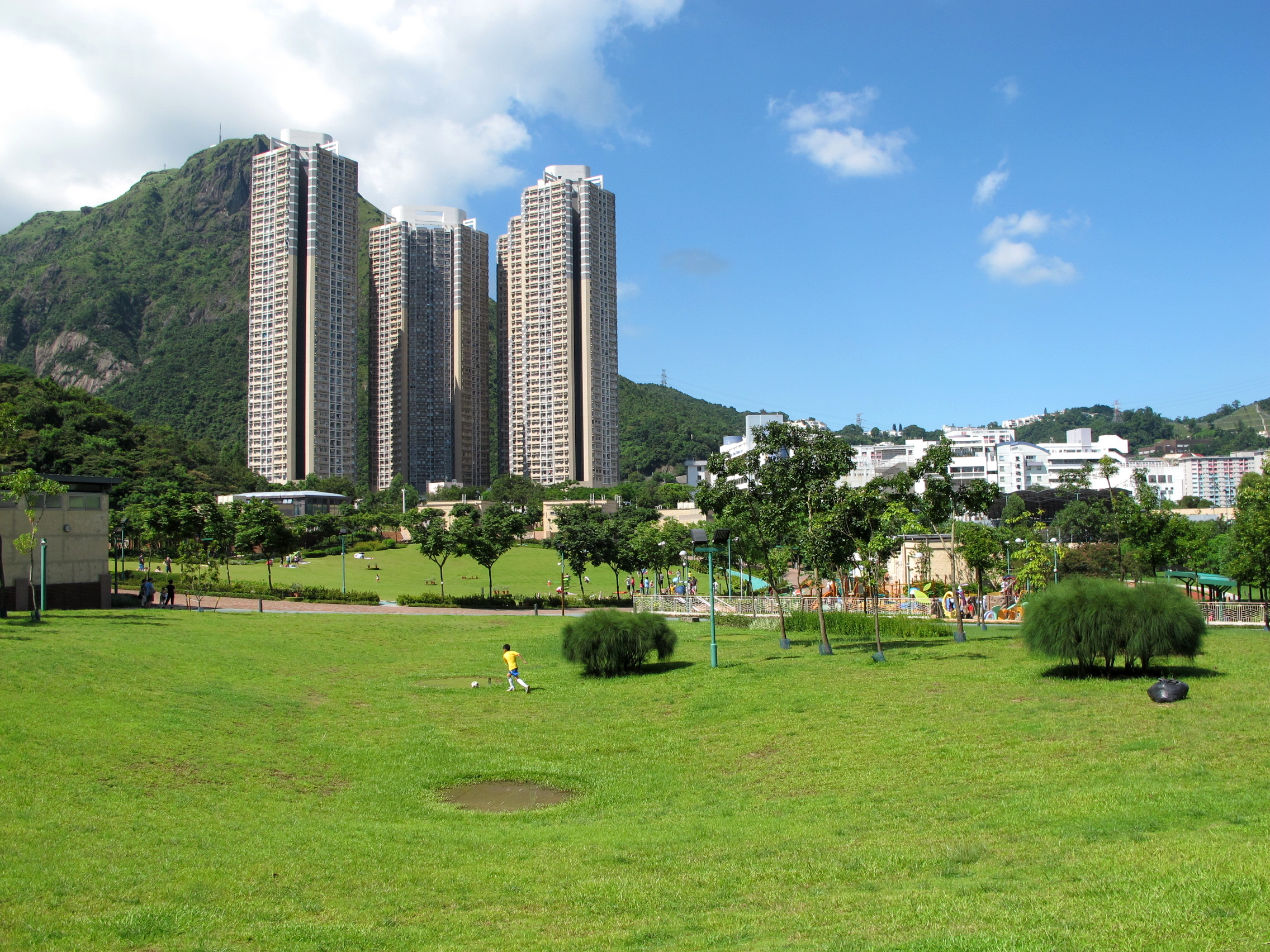
順利紀律部隊宿舍至順安邨一帶，攝於佐敦谷公園

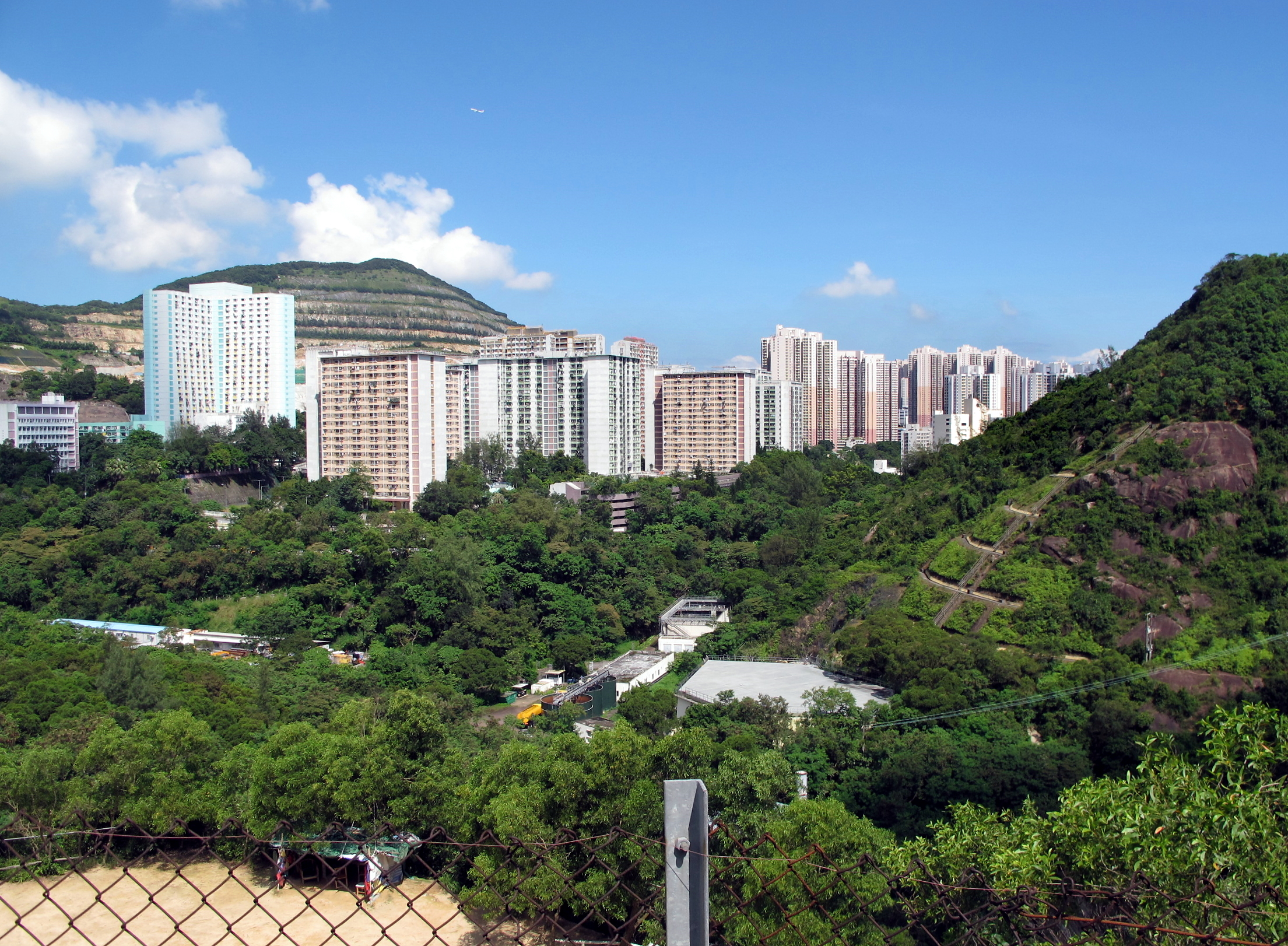
順利邨至順天邨一帶，攝於佐敦谷公園

四順（英語：Sze Shun，亦作）是香港九龍觀塘區北部茶寮坳附近的一個通俗分區，西鄰平山，北鄰西貢區清水灣道和九龍最高的山峰飛鵝山，南面為佐敦谷和龍山，東南面則為沈雲山。四順並不是正式的地名，而只是居民約定俗成的稱呼而已，也因此不能在政府官方地圖和私營出版者的地圖上找到它。
根據2016年中期人口評估，四順區域人口為42809人。
四順指的是公共屋邨的順利邨、順安邨、順天邨和居者有其屋的順緻苑四個以「順」字為首的住宅的所屬區域，面積達1130公頃。四順原名「五順」(Ng Shun / Five Shun / 5S)，還包括順利臨時房屋區，臨屋區清拆後便成為四順區。
於觀塘區議會分區委員會的分界中，四順還包括了秀茂坪的寶達邨，觀塘區議會在2007年也有以「四順分區委員會」之名在寶達邨舉行活動，而且在直至2004年區議會選區重新劃界前，寶達邨以至將軍澳隧道九龍出口所在的山坡均屬於順天東選區。但在一般人的用法中，寶達邨並不包括於四順內，因寶達和四順所在的地方有一段距離；寶達現在已經獨立成為一個區議會分區，大概位置於四順及秀茂坪以東，沿安達臣道以南伸延至將軍澳隧道收費站，幅員相當廣闊。
現時觀塘區議會於四順分為三個選區：「雙順」（範圍包括順利紀律部隊宿舍、順利邨利明樓、利祥樓、利恒樓及整個順緻苑）、「安利」（範圍包括順利邨利業樓、利康樓、利溢樓、利富樓、順安邨、安泰邨明泰樓及和泰樓）及「順天」（範圍包括順天邨及前佐敦谷垃圾堆填區）。

## 名稱來源
這地區原稱為「七號墳場」。1972年，徙置事務處計劃於安達臣道以西和佐敦谷以北興建「順利新區」，但該計劃後來擱置。數年後，香港房屋委員會接手此地建屋，1978年第一個公共屋邨落成後，該屋邨便用順利邨命名。
在香港區議會選舉引入直選議席後，順利邨、順安邨、順天邨、順緻苑、順利臨時房屋區，劃為「順利區」，共有2個議席；在及後的區議會選舉中，「順利區」分拆成多個選區。居民為聯繫各邨關係，遂創造出「五順」這個詞彙來形容該區。臨屋區清拆後，「五順」減去了一個，變了「四順」。

## 四順屋邨及屋苑
- 順利邨
- 順安邨
- 順天邨
- 順緻苑
- 順利紀律部隊宿舍
- 安泰邨

## 康體設施

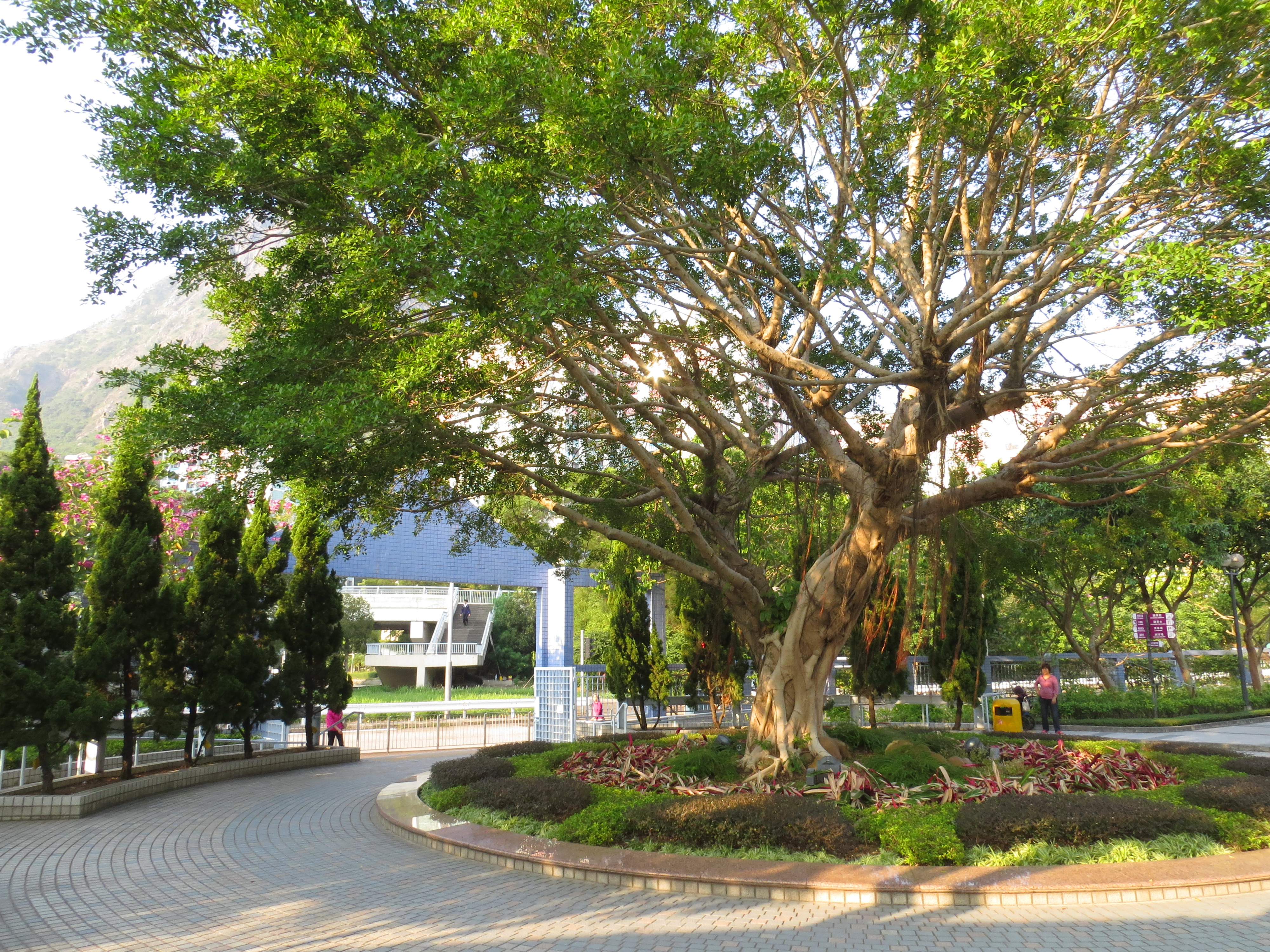
順利邨公園，後方的出口為新清水灣道。

- 順利邨遊樂場
- 佐敦谷公園
- 順利邨公園
- 順利邨體育館
- 順天邨公園

## 學校
| - 觀塘官立中學 - 順利天主教中學 - 寧波第二中學 - 基督教中國佈道會聖道迦南書院 - 匯基書院 (東九龍) |  | - 迦密梁省德學校 - 基督教聖約教會堅樂第二小學（2024年停辦；校舍原為葛量洪教育學院校友會觀塘學校，已於2008年停辦） |  | - 保良局李筱參幼稚園（页面存档备份，存于） - 禮賢會順天幼兒園（页面存档备份，存于） - 善一堂安逸幼稚園（页面存档备份，存于） - 晶晶幼稚園（順利分校）（页面存档备份，存于） - 保良局李樹福幼稚園 |  | - 中華基督教會基順學校 - 香港扶幼會盛德中心學校 |

## 教會
- 天主教天神之后堂（順利天主教中學內）

## 交通

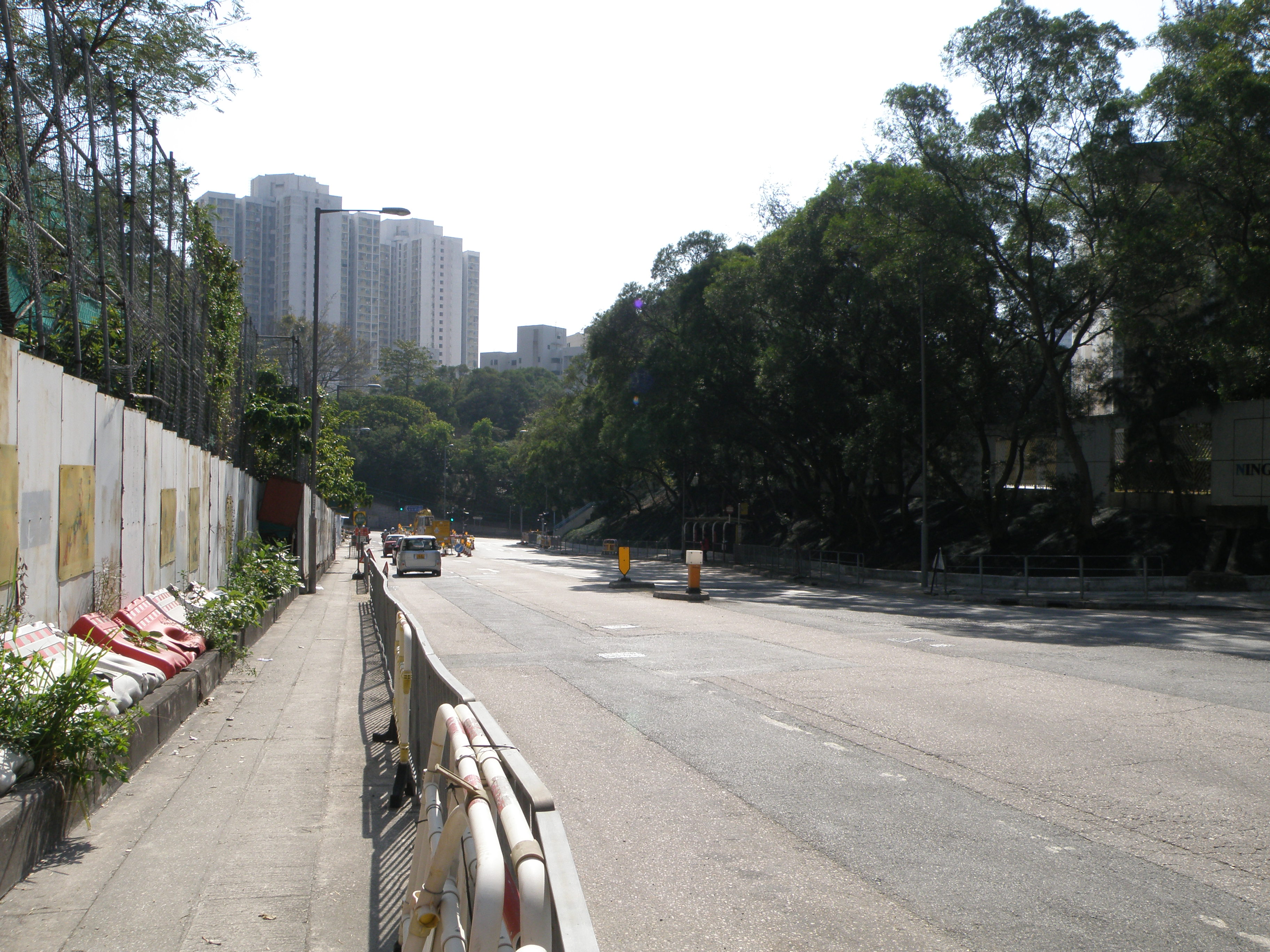
順安道

### 主要交通幹道
- 順安道
- 利安道
- 順利邨道
- 順清街
- 新清水灣道
- 清水灣道

## 區議會議席分佈
為方便比較，以下列表以佐敦谷以東、新清水灣道天橋至新清水灣道及清水灣道的交界以南、秀茂坪道鄰近順利邨道至順安道一段以北為範圍。
| 年度/範圍                                                                    | 2000-2003               | 2004-2007          | 2008-2011 | 2012-2015 | 2016-2019 | 2020-2023 |
| ---------------------------------------------------------------------------- | ----------------------- | ------------------ | --------- | --------- | --------- | --------- |
| 新順街、順景街以北、新清水灣道以南(沿新清水灣道及清水灣道的交界至利安道交界) | 雙順選區                | 雙順選區           | 雙順選區  | 雙順選區  | 雙順選區  | 雙順選區  |
| 順景街以南、利安道以西、順安道以北、順利邨道以東                             | 利安選區的一部分        | 利安天選區的一部分 | 安利選區  | 安利選區  | 安利選區  | 安利選區  |
| 順安道以南、順利邨道以東、秀茂坪道以北                                       | 順天西選區及 順天東選區 | 順天選區           | 順天選區  | 順天選區  | 順天選區  | 順天選區  |

註：以上主要範圍尚有其他細微調整（包括編號），請參閱有關區議會選舉選區分界地圖及條目。

## 資料來源
1. 1 2  見於《觀塘社區通訊二〇〇六年》，觀塘區議會社區通訊編輯工作小組編印
2. ↑  .   [2007-07-28]. （原始内容存档于2008-09-15）.
3. ↑  1979.jpg （页面存档备份，存于） ，照片攝於1979年，從當時英國皇家空軍九龍灣兵房高空俯瞰四順、彩雲邨、清水灣道、坪石邨、彩虹邨，可見興建中彩雲邨。版權屬香港公共圖書館所有。
4. ↑  .   [2016-12-29]. （原始内容存档于2016-12-21）.
5. ↑  .   [2016-12-29]. （原始内容存档于2016-09-21）.
6. ↑  .   [2016-12-29]. （原始内容存档于2016-12-04）.